# Straßenbahn Dubai
Die Straßenbahn Dubai (arabisch ترام دبي, englisch Dubai Tram) ist ein Straßenbahnsystem in Dubai in den Vereinigten Arabischen Emiraten. Im Zuge der weltweiten Renaissance der Straßenbahn wurde am 11. November 2014 für Dubai der erste Abschnitt Al Sufouh – Jumeirah Beach vom Staatsoberhaupt des Emirats Dubai, Scheich Muhammad bin Raschid Al Maktum, eröffnet. Im derzeitigen Ausbauzustand besteht das Streckennetz aus einer einzigen Linie in 1435-mm-Normalspurweite. Betrieben wird die Straßenbahn von dem britischen Dienstleistungsunternehmen Serco.

## Geografische Lage

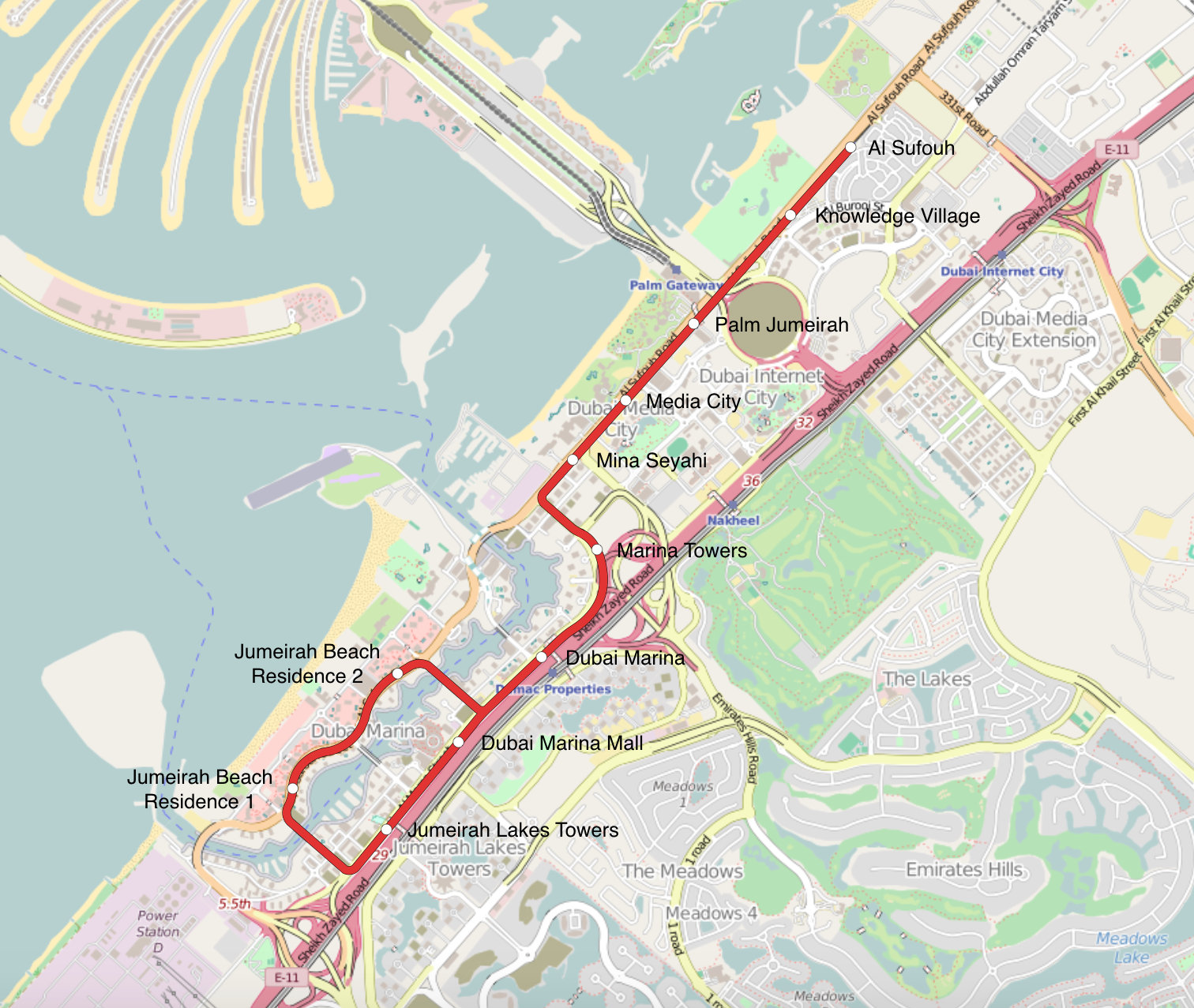
Topografischer Streckenplan der Straßenbahn Dubai

An der Straßenbahn liegt die expandierende Dubai Media City. Dazu kommen künftig die Hochhäuser des Quartiers Dubai Pearl.

## Geschichte

### Planung und Bau
Die Roads and Transport Authority (RTA), die staatliche Verkehrsbehörde Dubais, hat sich zu diesem Projekt entschlossen, weil der Stadtteil in den letzten Jahren einen schnellen Bevölkerungszuwachs sowohl durch neue Einwohner als auch durch Tausende neuer Arbeitsplätze in den Neubau- und Hochhausquartieren hatte. Da die zwischen 2009 und 2011 in mehreren Abschnitten eröffnete Rote Linie der Metro rund einen Kilometer weiter südlich verläuft und somit die nördlich liegenden küstennahen Gebiete nicht optimal erreicht werden, soll die Straßenbahn hier als massentauglicher Zubringer und Verteiler, der leistungsfähiger als Zubringerbusse ist, diese Lücke schließen.
Die Bauarbeiten für die erste Straßenbahnlinie in den Vereinigten Arabischen Emiraten begann im Januar 2009. Ein amerikanisch-belgisch-französisches Firmenkonsortium unter Führung von Alstom erhielt den Auftrag, den ersten Bauabschnitt bis April 2011 zu errichten. Der Eröffnungstermin musste jedoch aufgrund von Bauverzögerungen, u. a. durch die Finanzkrise Anfang 2010, während der es zwischenzeitlich auch zu einem kompletten Baustopp kam, mehrfach – zuletzt auf 2014 – verschoben.
Die Kosten der ersten Bauphase wurden mit ca. 500 Millionen Euro veranschlagt. Die Kosten des Endausbaus sollen ca. 830 Millionen Euro betragen.

### Zukunft
Die derzeit betriebene Strecke stellt einen Anfang dar. Sie soll in einer zweiten Phase um etwa 5 km in nordöstliche Richtung bis zur Metrostation Mall of the Emirates verlängert werden. Die Möglichkeit einer darüber hinaus gehenden Verlängerung bis zur Altstadt von Dubai wird erwogen.

## Infrastruktur

### Strecke

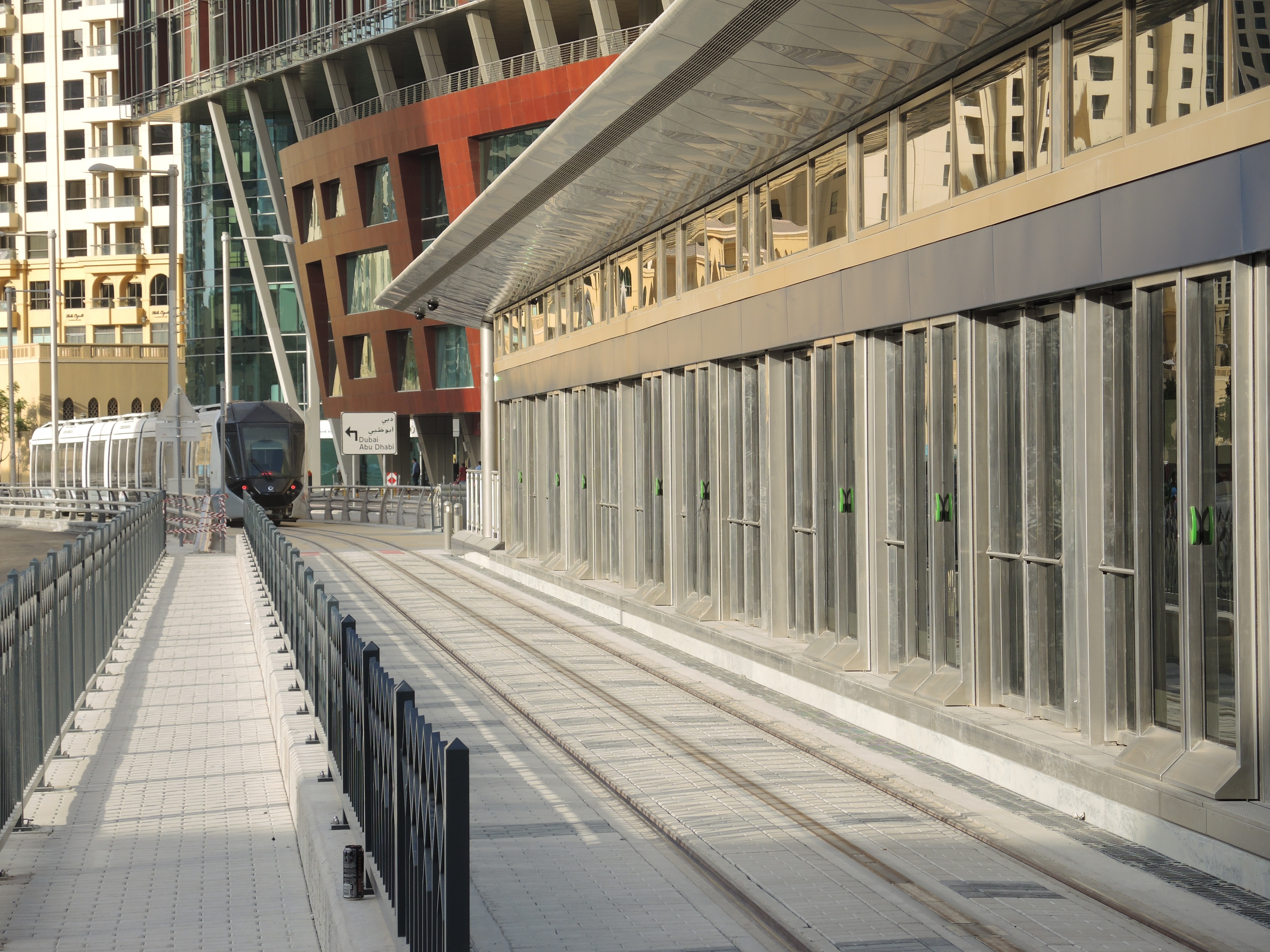
Klimatisierte Haltestelle mit Bahnsteigtüren

Der erste Abschnitt der Strecke verläuft über eine Länge von 9,5 Kilometer mit neun Haltestellen. Wie auch bei der Metro sind die Stationen zusätzlich zum jeweiligen Namen der Station durchnummeriert. Die Haltestellen der Straßenbahn tragen die Nummern 01 bis 11, wohingegen die Nummerierung der Stationen der beiden Metro-Linien erst bei 11 beginnt. Eine spätere Verlängerung der Linie soll weitere 5 Kilometer mit sechs Stationen anschließen. Die Streckenkapazität beträgt 5.000 Personen/Stunde. 
Die zweigleisige Trasse führt vom Stadtteil Al Sufouh und der gleichnamigen Haltestelle entlang der King Salman Bin Abdulaziz Al Saud Street in südwestliche Richtung. Gefolgt von den Stationen Knowledge Village, Palm Jumeirah (mit Übergang zur Dubai Monorail zur künstlichen Insel Palm Jumeirah), Media City, Mina Seyahi, Marina Towers. Nach der Station Mina Seyani biegt die Strecke ab und verläuft nun zwischen der Al Marsa Street und der Autobahn E11 (Sheikh Zayed Road). Hinter der Station Dubai Marina (Übergang zur Red Line der Metro an der dortigen Station SOBHA REALTY) wenden die Züge in einer Schleife und binden mit den Stationen Jumeirah Beach Residence 1 und Jumeirah Beach Residence 2 den Bereich nördlich der Dubai Marina an. Südlich davon befinden sich die Stationen Jumeirah Lakes Towers (Übergang zur Red Line an der dortigen Station DMCC) und Dubai Marina Mall, wonach sich die Strecke vor der Station Dubai Marina wieder mit der Bestandstrecke verbindet und in Richtung der Starthaltestelle Al Sufouh führt.
Weltweit erstmals sind die Straßenbahnhaltestellen geschlossen und klimatisiert angelegt, die Bahnsteigtüren werden – ebenso wie bei der Metro – nur während der Zughalte geöffnet. Damit sollen die Betriebssicherheit und der Komfort erhöht sowie den hohen Temperaturen begegnet werden.
Die gesamte Strecke wird mit einer Stromschiene der Bauart APS betrieben, die im Gleisbett verlegt ist. Die Strecke kommt daher ohne Oberleitung aus.

### Depots

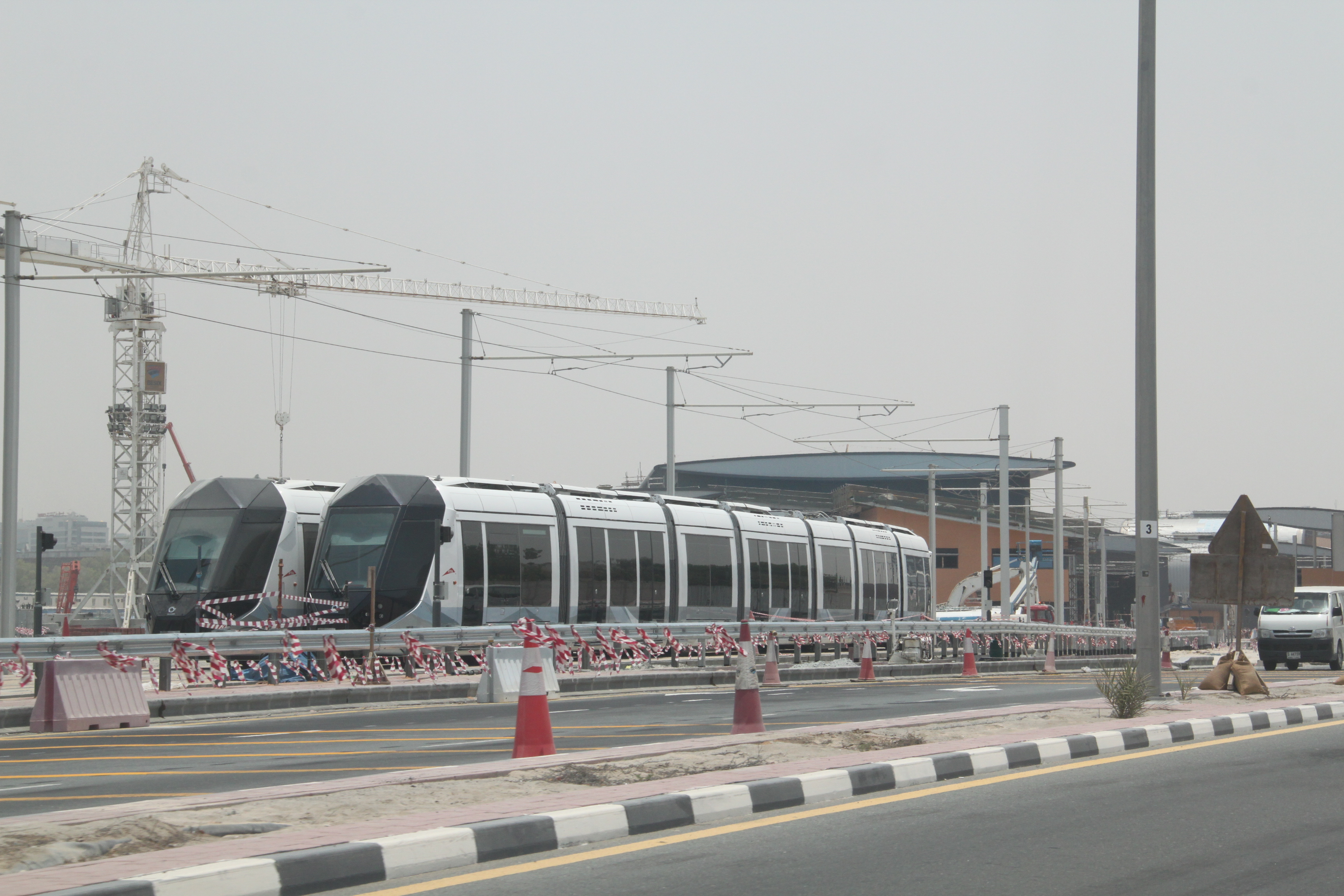
Fahrzeuge im Depot

Von der derzeitigen Endstation Al Sufouh führt das Gleis noch mehr als 2,5 Kilometer weiter zur Straßenbahnbetriebswerkstatt. Ein weiteres Straßenbahndepot befindet sich am anderen Ende der Strecke. Die Depots sind auf eine Kapazität von 50 Fahrzeugen ausgelegt.

## Fahrzeuge
Derzeit werden 11 siebenteilige Triebwagen der Baureihe 402 aus der Fahrzeugfamilie Citadis des französischen Schienenfahrzeugherstellers Alstom eingesetzt. Die Fahrzeuge besitzen trotz des oberleitungsfreien Betriebs der Strecke gleichwohl einen Stromabnehmer, da die Depots zum Teil mit Oberleitung arbeiten. Ein 44 Meter langer fahrergesteuerter Straßenbahnzug kann bis zu 408 Fahrgäste befördern. Analog zur Dubai Metro haben die Fahrzeuge jeweils eine 1. Klasse (Gold Class), eine Standardklasse (Silver Class) und ein getrenntes Abteil nur für Frauen und Kinder. Die technischen Teile der Fahrzeuge weisen besonderen Schutz gegen Hitze, eindringenden Sand und Staub auf.